# Timex Sinclair

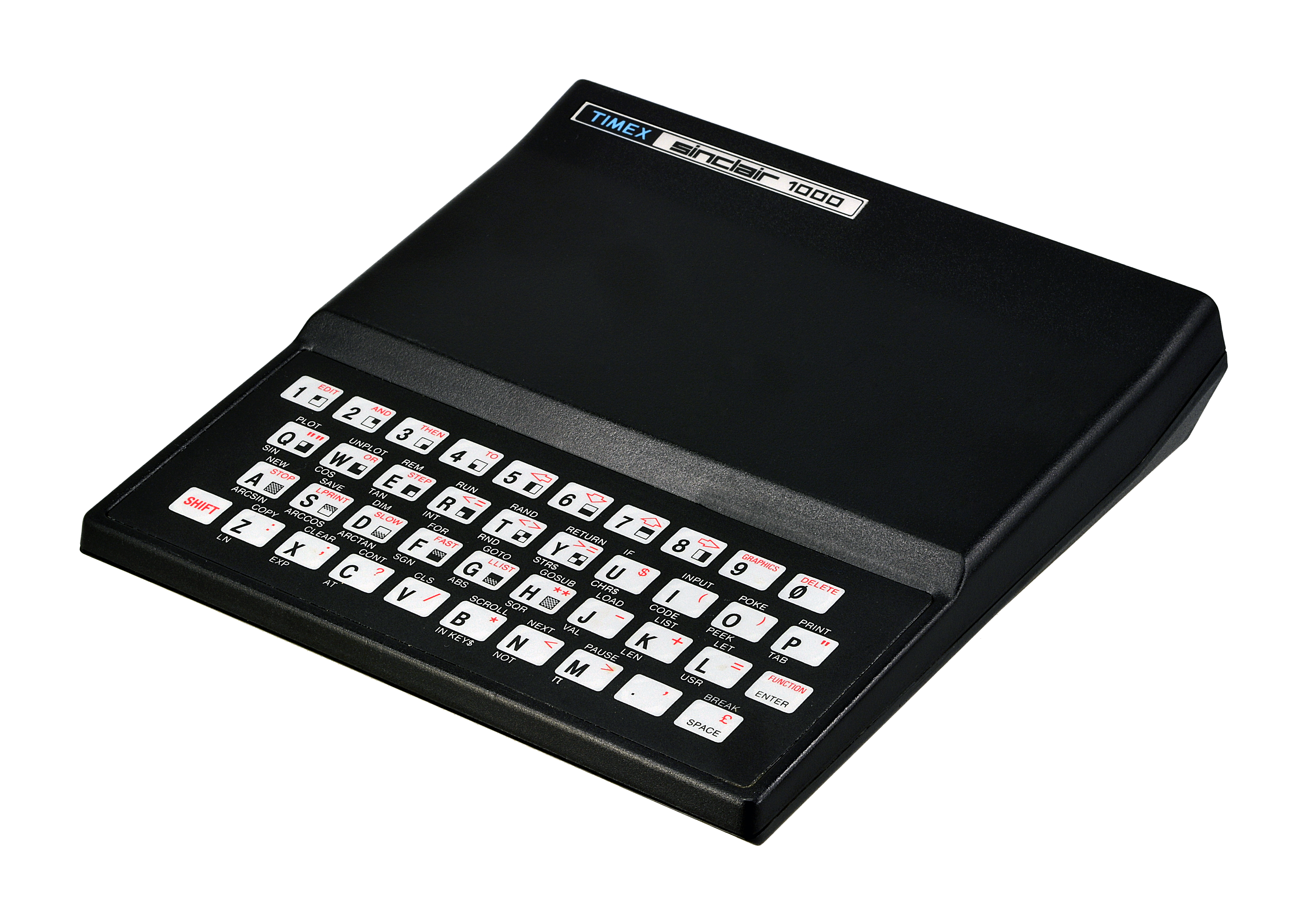
Počítač Timex Sinclair 1000, první model z produktové řady TS.

Timex Sinclair byla značka počítačů kompatibilních s počítači ZX81 a ZX Spectrum prodávaných ve Spojených státech amerických, kterou vyráběla firma Timex ve spolupráci s firmou Sinclair Research Ltd. Později vznikla pobočka Timex Computer v Portugalsku. Počítače vyráběné v USA byly označovány písmeny TS a počítače vyráběné v Portugalsku písmeny TC.
Ve spojení s počítači Timex Sinclair byl Timex kritizován za nevhodné public relations. Krátce po uvedení počítačů Timex Sinclair 1000 na trh se začaly šířit zprávy o připravované řadě Timex Sinclair 2000, což začalo u zákazníků, kteří si pořídili Timex Sinclair 1000, vzbuzovat pochybnosti, zda si počítač nekoupili příliš brzo. Po oficiálním odhalení informací o TS2000 na veletrhu Computer and Electronics Show v Chicagu byly vypuštěny kusé informace o připravovaném počítači Timex Sinclair 1500, což dále snížilo prodeje počítače TS1000. Za vzor v komunikaci byla Timexu dávána Sinclair Research, která místo tajení informací informace o vývoji počítačů publikovala.

## Vyráběné počítače
- TS1000 – v podstatě počítač ZX81 se 2 KiB RAM,
- TS1500 – TS1000 se 16 KiB RAM a změněným vzhledem. Vypadá jako stříbrné ZX Spectrum.
- TS2068 – počítač vycházející ze ZX Spectra 48K s rozšířenými zvukovými a grafickými možnostmi. Protože kvůli rozšířeným možnostem byla oproti ZX Spectru 48K přidáno dalších 8 KiB paměti ROM a provedeny další změny, bez použití paměťové karty pro emulaci ZX Spectra 48K nebyl tento počítač se svým vzorem kompatibilní.
- TC2068 – Evropská verze počítače TS2068. Proti svému vzoru měl pozměněný systémový konektor tak, aby byl kompatibilní se ZX Spectrem. Počítač existoval ve dvou barevných provedeních, v stříbrné a v černé. Černá verze byla vyvážena do Polska.
- TS2048 – ohlášená, ale nikdy nevyráběná varianta počítače TS2068. Proti TS2068 měla mít pouze 16 KiB RAM
- TC2048 – počítač kompatibilní se ZX Spectrem 48K. Po svém předchůdci TS2068 mu zůstaly rozšířené grafické možnosti. Obsahoval rozhraní pro Kempston joystick. Vyráběl se pouze v Portugalsku.

### Prototypy počítačů
- TS2000, TS2016 – místo nich se vyráběl TS1500,[2]
- TS2048,
- TS2068 – původní návrh, nedostal se do výroby,
- TS2072 – vyráběl se jako TS2068,
- TS3068 - počítač založený na procesoru Motorola,[3]
- TC3256 - nástupce počítače TC2048.

## Vyráběné periférie a doplňky k počítačům
- TS1016 – rozšiřující paměťový modul 16 KiB RAM,
- TS1040 – napájecí zdroj,
- TS1050 – kufřík pro počítač TS1000,
- TS1510 – interface pro připojení paměťových cartridgí pro počítače TS1000 a TS1500,
- TS2020 – analogový kazetový magnetofon,
- TS2040 – termotiskárna,
- TS2050 – modem,
- TS2060 – rozbočovač sběrnice (pouze prototyp),
- TS2065 – klon mechaniky ZX Microdrive (pouze prototyp),
- TS2080 – 80sloupcová jehličková tiskárna (pouze prototyp),
- TS2090 – joysticky pro počítač TS2068,
- TC2010 – digitální kazetový magnetofon,
- TC2080 – 80sloupcová jehličková tiskárna,
- FDD – 3" disketová jednotka a její řadič obsahující 16K RAM a 2 x RS-232,
- FDD3000 – 3" disketová jednotka a její řadič obsahující 64K RAM, 2 x RS-232,
- Interface RS-232 – interface RS232 pro počítače TC2048 a TC2068,
- Joystick-Sound Unit – zesilovač zvuku a interface pro joystick,
- TT3000 – klávesnice k disketovým jednotkám FDD a FDD3000.

V Portugalsku se tiskárna TS2040 prodávala také pod označením TC2040, Timex 2040 nebo Timex Printer 2040.